# João Gustavo
João Gustavo   (Cristianópolis, 2001) és un cantant brasiler, membre del duo Dom Vittor & Gustavo. És germà de mare de la cantant Marília Mendonça.
És fill de Ruth Dias Moreira i Mário Mendonça.